# Jacinto Vera
Sluga Božji Jacinto Vera y Durán (Atlantski ocean, 3. srpnja 1813. – Pan de Azúcar, 6. svibnja 1881.) bio je prelat Katoličke crkve u Urugvaju i prvi biskup tada biskupije, a danas Nadbiskupije Montevideo. Budući da u njegovo vrijeme biskupija još nije bila službeno potvrđena od strane Vatikana, bio je naslovni biskup, a kasnije samo biskup. Biskupsku službu vršio je između 1864. i 1881. te je za vrijeme svoga biskupskog služenja postao omiljen među narodom, zbog čega je umro na glasu svetosti.
Papa Pio XI. dodijelio mu je naslov Sluge Božjega 27. srpnja 1935. kada je i službeno potvrdio njegovu beatifikaciju.
Po njemu je nazvana gradska četvrt (barrio) u Montevideu. Bio je sudionik Prvog vatikanskog koncila.

## Vanjske poveznice
- David M. Chenev, Biskup Jacinto Vera na Catholic-Hierarchy.org. (engl.)
- El Siervo de Dios, Monseñor Jacinto Vera (sluga Božji, monsinjor Jacinto Vera) (šp.)
- Hagiography Circle (kratki životopis) (engl.)
- Jacinto Vera  Arhivirana inačica izvorne stranice od 4. ožujka 2016. (Wayback Machine) na mrežnim mjestima Nadbiskupije Montevideo (šp.)

| Prethodnik - | Nadbiskupija Montevideo | Nasljednik Inocencio María Yéregui |